# Wilfred Kigen
Wilfred Kibet Kigen (23 februari 1975) is een Keniaans atleet, die gespecialiseerd is in de lange afstand. Hij eindigde op het podium van diverse internationale marathons. Zo won hij driemaal de marathon van Frankfurt en eenmaal de marathon van Hamburg.

## Loopbaan
Hij komt uit Eldoret en legde als kind elke dag de weg van 20 km naar school te voet terug. Zijn vader was boer en stierf in 1995 aan een auto-ongeluk. Hij woont met zijn familie in Ngong. Net als zijn mentor Wilson Boit Kipketer (wereldrecordhouder steeplechase) werkt hij bij de politie. Zijn moeder was een succesvol atleet en won verschillende wedstrijden in Uganda in de jaren zestig.
Hij begon met de steeplechase, maar switchte in 2004 naar de marathon. In datzelfde jaar kreeg Kigen internationale bekendheid met een vijfde plaats in de marathon van Hamburg en een vierde plaats in de marathon van Amsterdam. In 2005 won hij voor de eerste maal de marathon van Frankfurt. Hij finishte hierbij in een parcoursrecord van 2:08.29 voor zijn landgenoten Jason Mbote, Wilson Kigen (zijn neef) en Charles Kibiwott. De twee volgende edities van deze wedstrijd schreef hij eveneens op zijn naam.
In 2007 werd Wilfred Kigen tweede in de marathon van Hamburg met slechts één seconde achterstand op zijn landgenoot Rodgers Rop. Kigen verbeterde hierbij zijn persoonlijk record tot 2:07.33. Drie jaar later lukte het hem wel en was zijn 2:09.22 genoeg voor de eindoverwinning in Hamburg.

## Persoonlijke records
| Onderdeel           | Prestatie | Datum            | Plaats               |
| ------------------- | --------- | ---------------- | -------------------- |
| halve marathon      | 1:02.30   | 16 november 2003 | Boulogne-Billancourt |
| 25 km               | 1:15.13   | 29 april 2007    | Hamburg              |
| 30 km               | 1:30.02   | 29 april 2007    | Hamburg              |
| marathon            | 2:07.33   | 29 april 2007    | Hamburg              |
| 3000 m steeplechase | 8.24,5    | 22 juli 2000     | Nairobi              |

## Palmares

### 10 km
- 2002:  Internationaler Konzer Citylauf - 30.04
- 2002:  Ralinger Sauertal-Volkslauf - 29.43
- 2002:  10 km van Sélestat - 28.23
- 2003:  Korschenbroicher Citylauf - 28.44
- 2003: 5e Paderborner Osterlauf - 28.24
- 2003: 6e Wurzburger Residenzlauf - 28.19
- 2003:  Internationaler Oberweiser Volkslauf - 29.12
- 2003: 4e Sommernachtslauf - 28.46
- 2004:  Paderborner Osterlauf  - 28.27
- 2008: 9e Appingedam City Run - 29.13

### halve marathon
- 2002:  halve marathon van Strasbourg - 1:04.47
- 2002:  halve marathon van Beaufort la Vallée - 1:02.32
- 2002:  halve marathon van Reims - 1:02.52
- 2002:  halve marathon van Boulogne Billancourt - 1:03.02
- 2003:  halve marathon van Metz - 1:03.48
- 2003:  Chassieu - 1:03.38
- 2003: 4e Route du Vin - 1:02.58
- 2003:  Clichy sur Seine - 1:02.47
- 2003:  Boulogne-Billancour - 1:02.30
- 2008:  Marquetteloop - 1:03.54

### marathon
- 2004: 5e marathon van Hamburg - 2:11.52
- 2004: 4e marathon van Amsterdam - 2:12.05
- 2005:  marathon van Hamburg - 2:09.18
- 2005:  marathon van Frankfurt - 2:08.29
- 2006: 4e marathon van Hamburg - 2:10.00
- 2006:  marathon van Frankfurt - 2:09.05
- 2007:  marathon van Hamburg - 2:07.33
- 2007:  marathon van Frankfurt - 2:07.58
- 2008:  marathon van Hamburg - 2:07.48
- 2009:  marathon van Düsseldorf - 2:11.30
- 2010:  marathon van Hamburg - 2:09.22
- 2011: 17e marathon van Frankfurt - 2:10.17
- 2012: 7e Marathon van Zürich - 2:14.47
- 2013: 6e marathon van Hannover - 2:13.41
- 2014: 5e marathon van Stockholm - 2:15.28

### veldlopen
- 2002: 4e  Warandeloop - 30.06